# Leão Chamaidracon
Leão Chamodracon ou Chamaidracon (em grego: Λέων Χαμοδράκων/Χαμαιδράκων) foi um alto funcionário palaciano bizantino, que manteve o posto de protovestiário durante o reinado do imperador Teófilo (r. 829–843). É mencionado precocemente no reinado de Teófilo como participando no processo contra os assassinos de Leão V, o Armênio (r. 813–820), e novamente depois, quando defendeu Manuel, o Armênio de acusações de traição.